# Brauerei und Mälzerei Lefebvre-Scalabrino

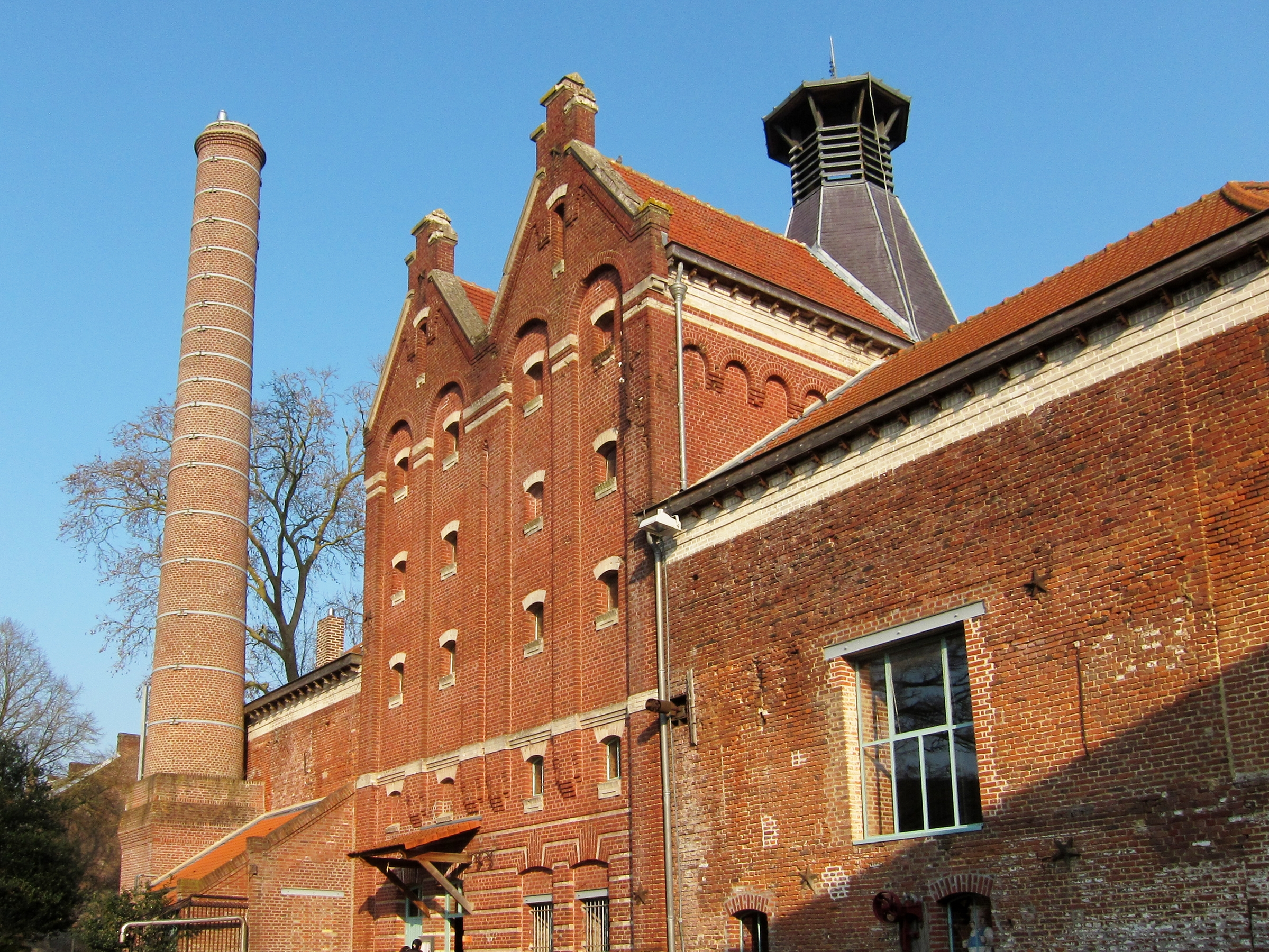
Brauerei und Mälzerei Lefebvre-Scalabrino in Le Cateau-Cambrésis

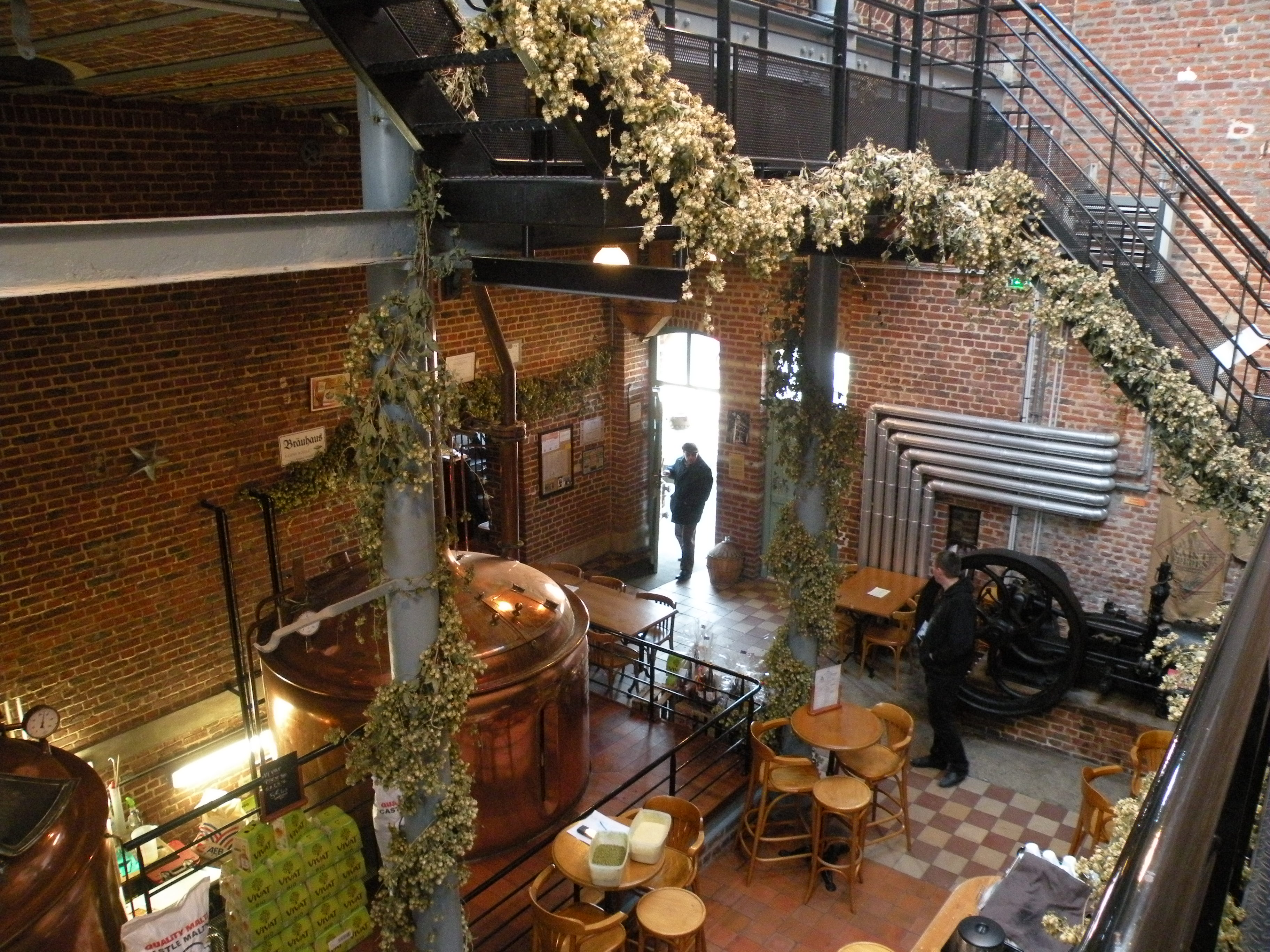
Innenansicht des Gasthauses

Die Brauerei und Mälzerei Lefebvre-Scalabrino in Le Cateau-Cambrésis, einer französischen Stadt im Département Nord in der Region Hauts-de-France, wurde 1913 errichtet. Die Gebäude an der Rue du Marché-aux-Chevaux Nr. 14 und der Rue Jean-Jaurès wurden im Jahr 2000 als Monument historique in die Liste der Baudenkmäler in Frankreich aufgenommen.
Die ehemalige Brauerei und Mälzerei wurde nach der teilweise Zerstörung während des Ersten Weltkrieges 1918 wiedererrichtet. Das Bauensemble aus Backstein besteht aus der Braustätte, der Mälzerei, der Villa des Eigentümers, den Pferdeställen und weiteren Nebengebäuden. 
Die Brauerei führt ihren Ursprung auf eine mittelalterliche Braustätte des Klosters Saint-André zurück, das 1021 gegründet und 1791 während der Revolution zum Bien national wurde.   
Der Braubetrieb wurde 1926 eingestellt und die Gebäude wurden teilweise als Lager der Brauerei Ciris in Solesmes genutzt. 
Heute befindet sich auf dem Gelände ein Gasthaus mit eigener kleiner Brauerei.